# Trévor Clévenot
Trévor Clévenot est un joueur français de volley-ball né le 28 juin 1994 à Royan (Charente-Maritime). Il mesure 1,99 m et joue au poste de réceptionneur-attaquant.

## Biographie
Trévor Clévenot est le fils d'Alain Clévenot, ancien international français de volley-ball. Sa maman a participé à sa formation ainsi que ses deux frères Barthélémy et Corentin sur les plages royannaises. Il s'oriente néanmoins vers la pratique du football dès son plus jeune âge, passant notamment par les centres de formation des Girondins de Bordeaux et du FC Nantes au poste de défenseur central. Ne désirant pas continuer sur cette voie, il prend une licence de volley-ball à l'AS Saint-Jean-d'Illac, en Gironde. Recruté à l'âge de 18 ans par Les Spacer's Toulouse, il en devient rapidement un élément-clé du club habitué à la Ligue A. Il y poursuit ses études en parallèle de sa carrière sportive jusqu'à l'obtention d’une licence de Commerce du Sport. Après 4 saisons passées sur les bords de la Garonne et marquées par une finale de Coupe de France et de bons résultats en championnat, il s'engage avec les Italiens du Pallavolo Plaisance à l'été 2016.
En 2021, il fait partie de la liste de Laurent Tillie pour participer aux Jeux olympiques de Tokyo. Il démarre l'été en remportant la médaille de bronze en Ligue des Nations. Le 7 août 2021, il devient champion olympique en ayant joué tous les matches du tournoi.
Avec son club du Jastrzębski Węgiel, il devient en 2023 champion de Pologne. Il est également finaliste de la Ligue des champions où son club est dominé 3-2 par Kedzierzyn-Kozle dans une finale 100% polonaise, une première dans l'histoire de cette compétition.
En 2024, Trévor Clévenot joue un rôle important en Équipe de France, puisqu'il remporte la Ligue des Nations en début d'été, et devient double champion olympique aux Jeux olympiques de Paris 2024, devant son public, en évoluant à un niveau exceptionnel. Il est désigné meilleur réceptionneur-attaquant du tournoi en compagnie d'Earvin Ngapeth.

## Clubs
| Club                  | De        | À         |
| --------------------- | --------- | --------- |
| Spacer's Toulouse     | 2012-2013 | 2015-2016 |
| Pallavolo Plaisance   | 2016-2017 | 2017-2018 |
| Power Volley Milan    | 2018-2019 | 2019-2020 |
| Pallavolo Plaisance   | 2020-2021 | 2020-2021 |
| Jastrzębski Węgiel    | 2021-2022 | 2022-2023 |
| Warta Zawiercie       | 2023-2024 | 2023-2024 |
| Ziraat Bankası Ankara | 2024-2025 | En cours  |

## Palmarès

### Équipe de France
- Jeux olympiques (2)
  -  : 2020, 2024
- Ligue mondiale / VNL (Volley-ball Nation League) (2)
  -  : 2015, 2017, 2022, 2024
  -  : 2016, 2021
- Ligue des nations
  -  : 2018.
- Championnat d'Europe U19
  -  : 2011.
- Jeux méditerranéens
  -  : 2013.
- Mémorial Hubert Wagner
  -  : 2017.
  -  : 2015.

### Club
- Coupe de France
  - Finaliste : 2013

- Plus Liga
  - Champion avec le Jastrzębski Węgiel en 2023

- Supercoupe de Pologne
  - Vainqueur en 2022[7] avec Jastrzębski Węgiel

- Ligue des champions
  - Finaliste : 2023
- Coupe CEV
  - Vainqueur : 2024

### Distinctions individuelles
Trévor Clevenot est élu en 2010 meilleur joueur de la Coupe de France Juniors qu'il remporte haut la main, alors pourtant âgé 16 ans seulement.
| Mondial | Européen                                             | National                                                                         |
| --- | ---------------------------------------------------- | -------------------------------------------------------------------------------- |
| - Championnat du monde des clubs (0) - Jeux olympiques d'été (1) - Meilleur Réceptionneur-attaquant : 2024 (France) - Ligue des nations (1) | - Ligue des champions (0) - Championnat d'Europe (0) | - Championnat de France (1) - Meilleur Receptionneur-attaquant : 2015 (Toulouse) |

## Décorations
- Chevalier de la Légion d'honneur (2021)[8]
- Officier de l'ordre national du Mérite (2024)[9]